# Karel Průša (motocyklový závodník)
Karel Průša (7. května 1938 – 14. srpna 2019) byl československý motocyklový závodník, reprezentant v ploché dráze. V roce 1971 mu byl udělen titul mistra sportu. V jeho plochodrážních šlépějích pokračoval jeho syn a nyní závodí i jeho vnuk (oba Karlové).

## Závodní kariéra
V Mistrovství světa jednotlivců na ploché dráze startoval v letech 1960-1969, nejlépe skončil v roce 1969 na 15. místě v kontinentálním finále. V Mistrovství světa družstev skončil v roce 1962 na 4. místě. V mistrovství Československa jednotlivců na klasické ploché dráze startoval v letech 1960-1970, nejlépe skončil na 2. místě v roce 1963 a na 3. místě v roce 1969, dále skončil v 1960 na 9. místě, v roce 1961 na 5. místě, v roce 1962 na 6. místě, v roce 1964 na 14. místě, v roce 1965 na 7. místě, v roce 1966 na 4. místě, v roce 1967 na 11. místě, v roce 1968 na 9. místě a v roce 1970 na 11. místě.